# Колос-2 (Ковалівка)
«Колос-2» — український футбольний клуб, фарм-клуб ковалівського «Колоса». З сезону 2024/25 виступає у другій лізі чемпіонату України.

## Історія
На професіональному рівні команда дебютувала в сезоні 2024/25 у другій лізі. 

## Склад команди
Станом на 18 серпня 2025  року відповідно до офіційної заявки на сайті ПФЛ
| №  | Поз. | Нац.    | Гравець                 |
| -- | ---- | ------- | ----------------------- |
| 28 | ВР   | Україна | Сергій Погорілий        |
| 31 | ВР   | Україна | Дмитро Міхєєв           |
| 38 | ВР   | Україна | Тимур Пузанков          |
| 41 | ВР   | Україна | Данііл Зощук            |
| 69 | ВР   | Україна | Сергій Кіблицький       |
| 2  | ЗХ   | Україна | Ігор Наконечний         |
| 3  | ЗХ   | Україна | Богдан Сокол            |
| 4  | ЗХ   | Україна | Сергій Басов            |
| 5  | ЗХ   | Україна | Ілля Лящук              |
| 13 | ЗХ   | Україна | Владислав Канаєв        |
| 15 | ЗХ   | Україна | Іван Скляренко          |
| 20 | ЗХ   | Україна | Петро Харжевський       |
| 44 | ЗХ   | Україна | Владислав Шершень       |
| 88 | ЗХ   | Україна | Андрій Бойко            |
| 6  | ПЗ   | Україна | Даніїл Андрющенко       |
| 7  | ПЗ   | Україна | Сергій Шевчук (капітан) |
| 8  | ПЗ   | Україна | В'ячеслав Турчанов      |
| 9  | ПЗ   | Україна | Дмитро Березка          |

| №  | Поз. | Нац.    | Гравець               |
| -- | ---- | ------- | --------------------- |
| 11 | ПЗ   | Україна | Владислав Любко       |
| 12 | ПЗ   | Україна | Олексій Малакі        |
| 14 | ПЗ   | Україна | Дмитро Димнич         |
| 19 | ПЗ   | Україна | Євген Данилюк         |
| 21 | ПЗ   | Україна | Богдан Рубльов        |
| 24 | ПЗ   | Україна | Олексій Бриженко      |
| 25 | ПЗ   | Україна | Артем Недоля          |
| 30 | ПЗ   | Україна | Валентин Ластовка     |
| 33 | ПЗ   | Україна | Максим Старгородський |
| 47 | ПЗ   | Україна | Данііл Денисенко      |
| 77 | ПЗ   | Україна | Вадим Журавель        |
| 78 | ПЗ   | Україна | Павло Оріховський     |
| 80 | ПЗ   | Україна | Максим Казаков        |
| 90 | ПЗ   | Україна | Олексій Безручук      |
| 95 | ПЗ   | Україна | Роман Кузик           |
| 10 | НП   | Україна | Денис Хруль           |
| 17 | НП   | Україна | Антон Салабай         |
| 22 | НП   | Україна | Данило Колесник       |

Курсивом виділені гравці юнацької команди, які мають право брати участь у змаганнях чемпіонату U-19.
Жирним виділені гравці основної команди, які не мають право брати участь у змаганнях чемпіонату U-19

## Статистика виступів
| Сезон   | Ліга      | М      | І  | В  | Н | П | ГЗ | ГП | О  | Кубок України | Примітка               |
| ------- | --------- | ------ | -- | -- | - | - | -- | -- | -- | ------------- | ---------------------- |
| 2024/25 | Друга «Б» | 1 з 10 | 18 | 12 | 3 | 3 | 30 | 14 | 39 | не виступав   | підсумкове друге місце |